# Vertentes
Vertentes este un oraș în Pernambuco (PE), Brazilia.